# العلاقات الجورجية الكينية
العلاقات الجورجية الكينية هي العلاقات الثنائية التي تجمع بين جورجيا وكينيا.

## مقارنة بين البلدين
هذه مقارنة عامة ومرجعية للدولتين:
| وجه المقارنة                                              | جورجيا                          | كينيا                         |
| --------------------------------------------------------- | ------------------------------- | ----------------------------- |
| المساحة (كم2)                                             | 69.70 ألف                       | 581.31 ألف                    |
| عدد السكان (نسمة)                                         | 3.72 مليون                      | 48.47 مليون                   |
| الكثافة السكانية (ن./كم²)                                 | 53.37                           | 83.38                         |
| العاصمة                                                   | تبليسي، كوتايسي                 | نيروبي                        |
| اللغة الرسمية                                             | اللغة الجورجية، اللغة الأبخازية | اللغة السواحلية، لغة إنجليزية |
| العملة                                                    | لاري جورجي                      | شيلينغ كيني                   |
| الناتج المحلي الإجمالي (بليون دولار)                      | 15.16 مليار                     | 74.94 مليار                   |
| الناتج المحلي الإجمالي (تعادل القوة الشرائية) بليون دولار | 35.68 مليار                     | 142.24 مليار                  |
| الناتج المحلي الإجمالي الاسمي للفرد دولار أمريكي          | 3.79 ألف                        | 1.38 ألف                      |
| الناتج المحلي الإجمالي للفرد دولار أمريكي                 |                                 | 2.95 ألف                      |
| مؤشر التنمية البشرية                                      | 0.754                           | 0.548                         |
| رمز المكالمات الدولي                                      | +995                            | +254                          |
| رمز الإنترنت                                              | .ge، .გე ‏                       | .ke                           |
| المنطقة الزمنية                                           | ت ع م+04:00                     | ت ع م+03:00                   |

## منظمات دولية مشتركة
يشترك البلدان في عضوية مجموعة من المنظمات الدولية، منها:
| علم المنظمة | اسم المنظمة                   | تاريخ انضمام جورجيا | تاريخ انضمام كينيا |
| ----------- | ----------------------------- | ------------------- | ------------------ |
|             | يونسكو                        | 7 أكتوبر 1992       | 7 أبريل 1964       |
|             | الفريق المعني برصد الأرض      | ?                   | ?                  |
|             | مؤسسة التمويل الدولية         | 29 يونيو 1995       | 3 فبراير 1964      |
|             | مؤسسة التنمية الدولية         | 31 أغسطس 1993       | 3 فبراير 1964      |
|             | منظمة التجارة العالمية        | 14 يونيو 2000       | 1995               |
|             | الاتحاد البريدي العالمي       | ?                   | ?                  |
|             | الاتحاد الدولي للاتصالات      | 7 يناير 1993        | 11 أبريل 1964      |
|             | الأمم المتحدة                 | 31 يوليو 1992       | 16 ديسمبر 1963     |
|             | البنك الدولي للإنشاء والتعمير | 7 أغسطس 1992        | 3 فبراير 1964      |

## وصلات خارجية
- موقع وزارة الخارجية الجورجية
- موقع وزارة الخارجية الكينية